# Панн, Антон
Антон Панн (рум. Anton Pann; 1796, Сливен — 3 ноября 1854, Бухарест) — румынский писатель, поэт, композитор и фольклорист, один из родоначальников румынской музыкальной фольклористики, деятельность которого в значительной мере способствовала появлению румынского литературного языка. Автор музыки к официальному гимну Румынии.

## Биография
Точная дата и год рождения писателя неизвестны — предположительно, 1796 год. Его мать была гречанкой, отец — болгарином или, возможно, цыганом. После начала Русско-турецкой войны 1806—1812 годов семья Панна бежала в Кишинёв, где Антон начал петь в церковном хоре. В 1810 году семья переехала в Бухарест, где Панн жил до 1821 года, когда был вынужден на семь лет бежать в австрийскую Трансильванию.

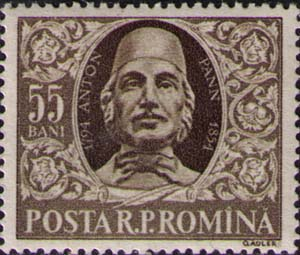
Антон Панн на марке Румынии (1955)

В разные периоды своей жизни был певчим, музыкантом, учителем пения, типографом (в частности, в 1843 году придумал собственный печатный станок), книгоиздателем. Собирал различные материалы по румынскому фольклору, в том числе рассказы, анекдоты и румынские народные песни, некоторые из которых обрабатывал. В 1848 году издал словарь румынских слов и выражений. Писал также собственные стихи и композиции для церковного хора.
Умер 3 ноября 1854 года от тифа.

## Литературная деятельность
Наиболее известные сборники Панна: 
- «Басни и побасёнки» (1841),
- «Посиделки в деревне, или Сказ Седого Старца» (1851—52),
- «Собрание пословиц, или Сказ слова» (1847) — здесь, помимо пословиц, представлено множество стихов назидательного характера авторства Панна, сама же книга представляет собой нечто вроде морального кодекса.

По официальной версии, Антон Панн является автором музыки к официальному гимну Румынии.